# Dinumma placens
Dinumma placens är en fjärilsart som beskrevs av Walker 1858. Dinumma placens ingår i släktet Dinumma och familjen nattflyn. Inga underarter finns listade i Catalogue of Life.